# Guilt
"Guilt" este al treilea single al trioului englez de dubstep, Nero. El a fost lansat ca download digital pe 22 aprilie 2011 de către casa de discuri Chase & Status', MTA Records. This song is featured on Nero's debut album Welcome Reality.

## Lista pieselor
| Digital download |                               |         |  |
| Nr.              | Titlu                         | Lungime |  |
| 1.               | „Guilt” (Radio Edit)          | 2:56    |  |
| 2.               | „Guilt” (Original Mix)        | 4:42    |  |
| 3.               | „Guilt” (Culture Shock Remix) | 4:50    |  |
| 4.               | „Innocence” (Feed Me Remix)   | 6:30    |  |
| 5.               | „Guilt” (VIP Mix)             | 4:54    |  |

## Poziționări
| Chart (2011)                         | Poziții de top |
| ------------------------------------ | -------------- |
| Belgia (Ultratip Flanders)           | 5              |
| Scoția (Official Charts Company)     | 11             |
| UK Singles (Official Charts Company) | 8              |

## Istoric lansări
| Regiune      | Data            | Format           | Label                        |
| ------------ | --------------- | ---------------- | ---------------------------- |
| Irlanda      | 22 aprilie 2011 | Digital download | MTA Records, Mercury Records |
| Regatul Unit | 22 aprilie 2011 | Digital download | MTA Records, Mercury Records |